# Blue Springs (Nebraska)
Blue Springs es una ciudad ubicada en el condado de Gage en el estado estadounidense de Nebraska. En el Censo de 2010 tenía una población de 331 habitantes y una densidad poblacional de 162,6 personas por km².

## Geografía
Blue Springs se encuentra ubicada en las coordenadas 40°8′14″N 96°39′46″O / 40.13722, -96.66278. Según la Oficina del Censo de los Estados Unidos, Blue Springs tiene una superficie total de 2.04 km², de la cual 1.99 km² corresponden a tierra firme y (2.42%) 0.05 km² es agua.

## Demografía
Según el censo de 2010, había 331 personas residiendo en Blue Springs. La densidad de población era de 162,6 hab./km². De los 331 habitantes, Blue Springs estaba compuesto por el 95.17% blancos, el 0% eran afroamericanos, el 1.21% eran amerindios, el 0% eran asiáticos, el 0% eran isleños del Pacífico, el 1.51% eran de otras razas y el 2.11% pertenecían a dos o más razas. Del total de la población el 2.72% eran hispanos o latinos de cualquier raza.